# Kōriki Masanaga
Kōriki Masanaga est un nom japonais traditionnel ; le nom de famille (ou le nom d'école), Kōriki, précède donc le prénom (ou le nom d'artiste).
Kōriki Masanaga (高力 正長, 1558-14 juin 1599) est un daimyo de l'époque Azuchi Momoyama, à la tête du domaine d'Iwatsuki. Masanaga, comme son père Kiyonaga, est au service du clan Tokugawa.
Masanaga meurt en 1599, avant son propre père, qui transmettra donc la position de chef de famille à son petit-fils Tadafusa.

## Source de la traduction
- (en) Cet article est partiellement ou en totalité issu de l’article de Wikipédia en anglais intitulé « Kōriki Masanaga » (voir la liste des auteurs).